# Coba (Puebla de Trives)
Coba (llamada oficialmente Santa María de Cova) es una parroquia y un lugar del municipio español de Puebla de Trives, en la provincia de Orense, Galicia.

## Toponimia
La parroquia también es conocida por el nombre de Santa María de Coba.

## Organización territorial
La parroquia está formada por dos entidades de población:
- Cabeza de Manzaneda
- Coba (Cova)

## Demografía

### Parroquia
| Gráfica de evolución demográfica de Coba (parroquia) entre 2000 y 2023 |
|                                                                        |
| Datos según el nomenclátor publicado por el INE.                       |

### Lugar
| Gráfica de evolución demográfica de Coba (lugar) entre 2000 y 2023 |
|                                                                    |
| Datos según el nomenclátor publicado por el INE.                   |